# Ostromir

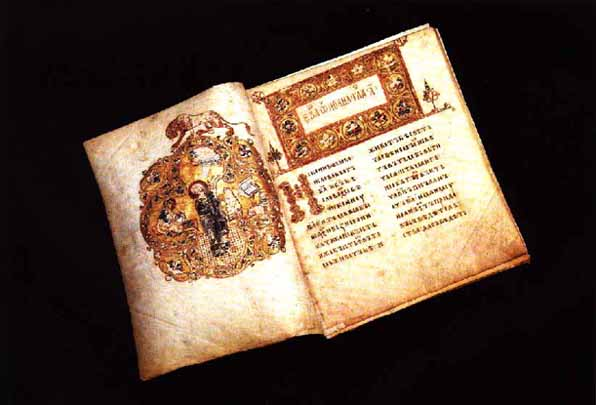
Códice de Ostromir conservado.

Ostromir (en ruso: Остромир; nombre cristiano: Iósif) (? - c. 1057) fue un estadista, voivoda y posádnik de Nóvgorod en 1054-1057 y probablemente por algunas décadas previas. Estaba emparentado con el Gran Príncipe de Kiev Iziaslav I de Kiev.
Ostromir es conocido por haber publicado el primer libro de la Rus de Kiev escrito en antiguo eslavo eclesiástico, el Evangeliario de Ostromir (o Códice de Ostromir), el cual fue encargado a su escriba Gregorio. Las crónicas cuentan que Ostromir fue nieto de Dobrynia, padre de Vyshata y abuelo de Yan Vyshátich. El Evangeliario de Ostromir llama a su esposa Feofana, vista por Andrzej Poppe como hija de Ana Porfirogéneta y Vladímir I de Kiev. Otra especulación popular postula a Konstantín Dobrýnich como padre de Ostromir.
De acuerdo con la Primera Crónica de Sofía, Ostromir murió en 1056 durante su campaña militar contra los chud. Es poco probable, sin embargo, ya que en el epílogo del Evangeliario de Ostromir se indica claramente que él seguía vivo en 1057.